# نادين شاهين
نادين شاهين، المعروفة أيضاً باسم نادين أيمن شاهين ونادين أيمن محمد شاهين (من مواليد 14 يونيو 1997، القاهرة) هي لاعبة إسكواش مصرية محترفة. كان أعلى تصنيف دولي لها في أبريل 2017 عندما حلت في المرتبة 23 واعتباراً من مارس 2019 وهي تحتل المرتبة رقم 33 عالمياً.

## وصلات خارجية
- نادين شاهين على موقع الاتحاد الدولي لمحترفي الاسكواش (مؤرشف) (الإنجليزية)
- نادين شاهين على موقع SquashInfo.com (الإنجليزية)
- Spielerprofil bei psaworldtour.com (englisch)